# Rudolf Kremlička
Rudolf Kremlička (19. června 1886 Kolín – 3. června 1932 Praha-Podolí) byl český malíř, který patří k velkým osobnostem českého moderního malířství a krajinomalby 20. století.

## Život
Studoval na Akademii výtvarných umění v Praze. Zde byl ovlivněn díly malířů Slavíčka a Schwaigera.
Navštívil Paříž, kde měl možnost zhlédnout díla významných impresionistů (jeho vzorem byl Édouard Manet). Byl také silně ovlivněn Ingresem.
V roce 1924 vydal Malířské konfese ve kterých formou deníku vysvětloval svůj přístup k modernímu umění, aktům i krajinomalbě.
Zemřel ve věku 45 let a byl pohřben na Olšanských hřbitovech.

## Tvrdošíjní
Kremlička byl jedním z hlavních členů Tvrdošíjných, skupiny malířů, kteří tvořili v naivistickém primitivismu. Skupina se po pěti uskutečněných výstavách rozpadla.

## Dílo
Zpočátku tvořil Kremlička ve spojení s krajinnými náměty. Jeho tvorba se s časem měnila, avšak nikdy se nepřikláněl k žádnému uměleckému směru, snad kromě neoklasicismu. Sám svým myšlením a syntézou skutečnosti rozvíjel svůj styl. Po krajinných motivech maloval častěji ženy a ženský akt, s postupem času postavy mnohem stylizovanější a osobitější.

### Galerie

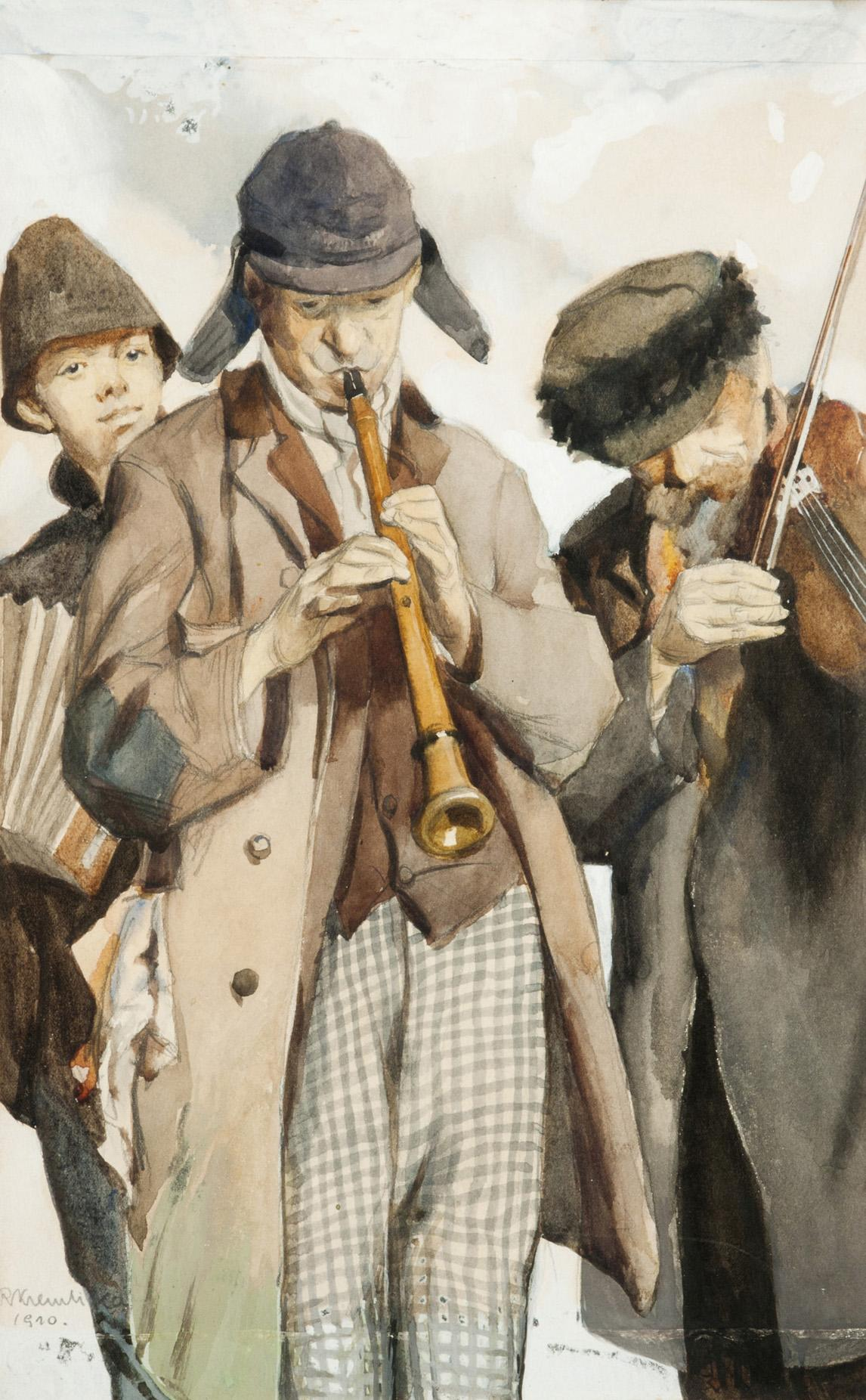
Muzikanti (kombinovaná technika, 1910)
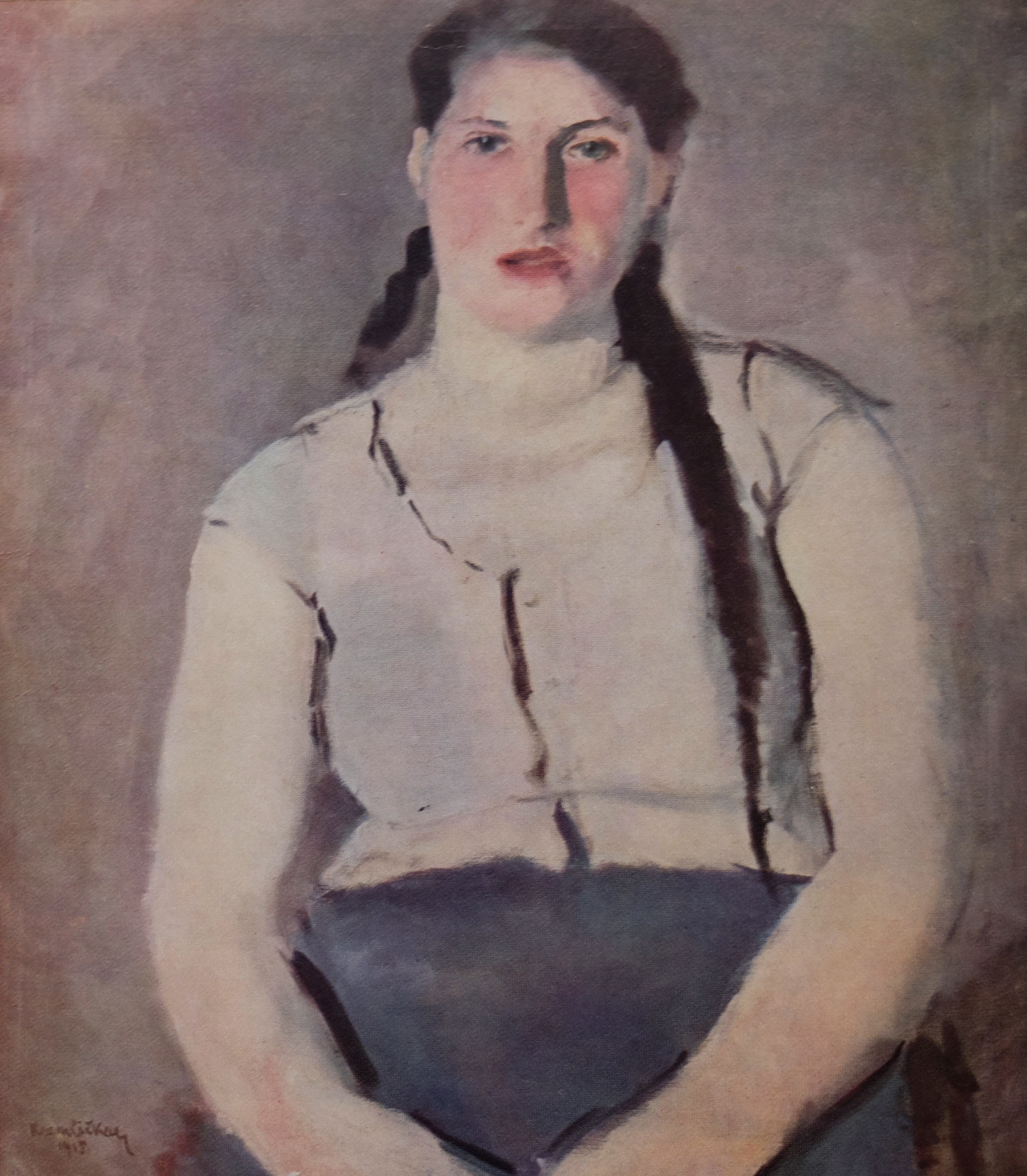
Děvče v bílém živutku (1915)
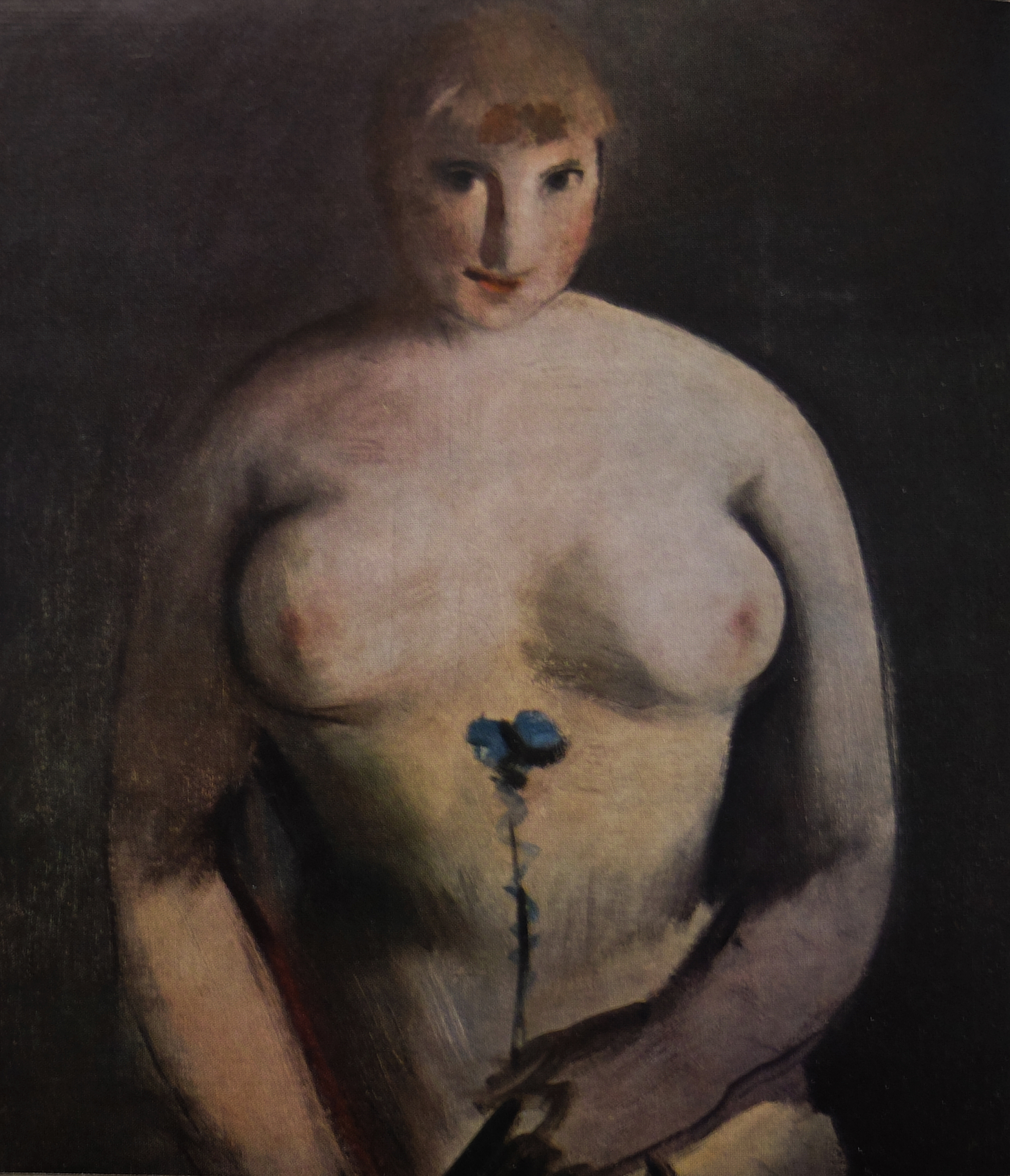
Nana (1918)
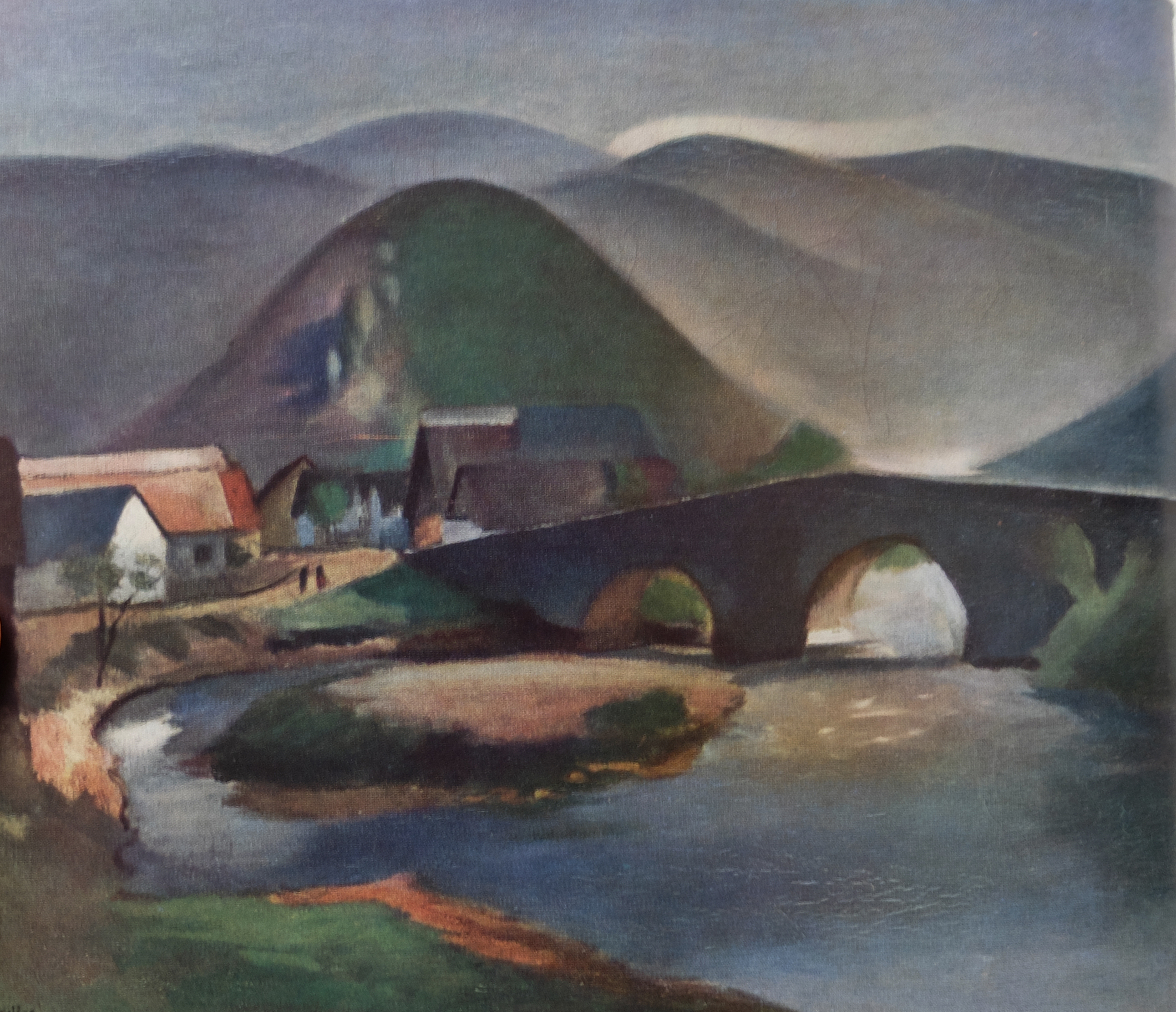
Slovenská krajina (1919)
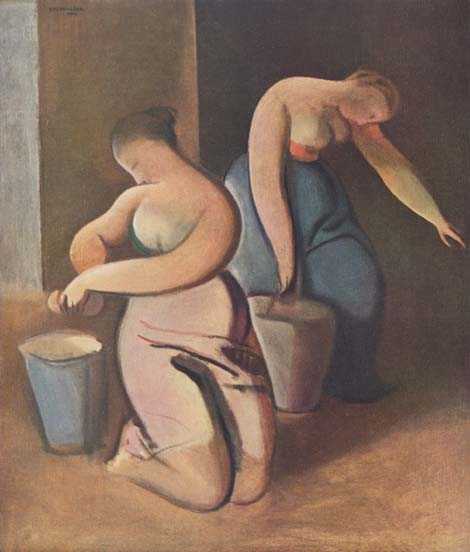
Myčky (1919)
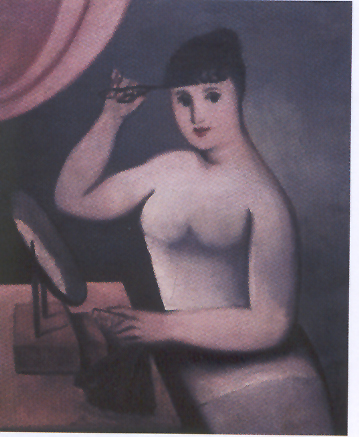
V divadelní šatně (1922)
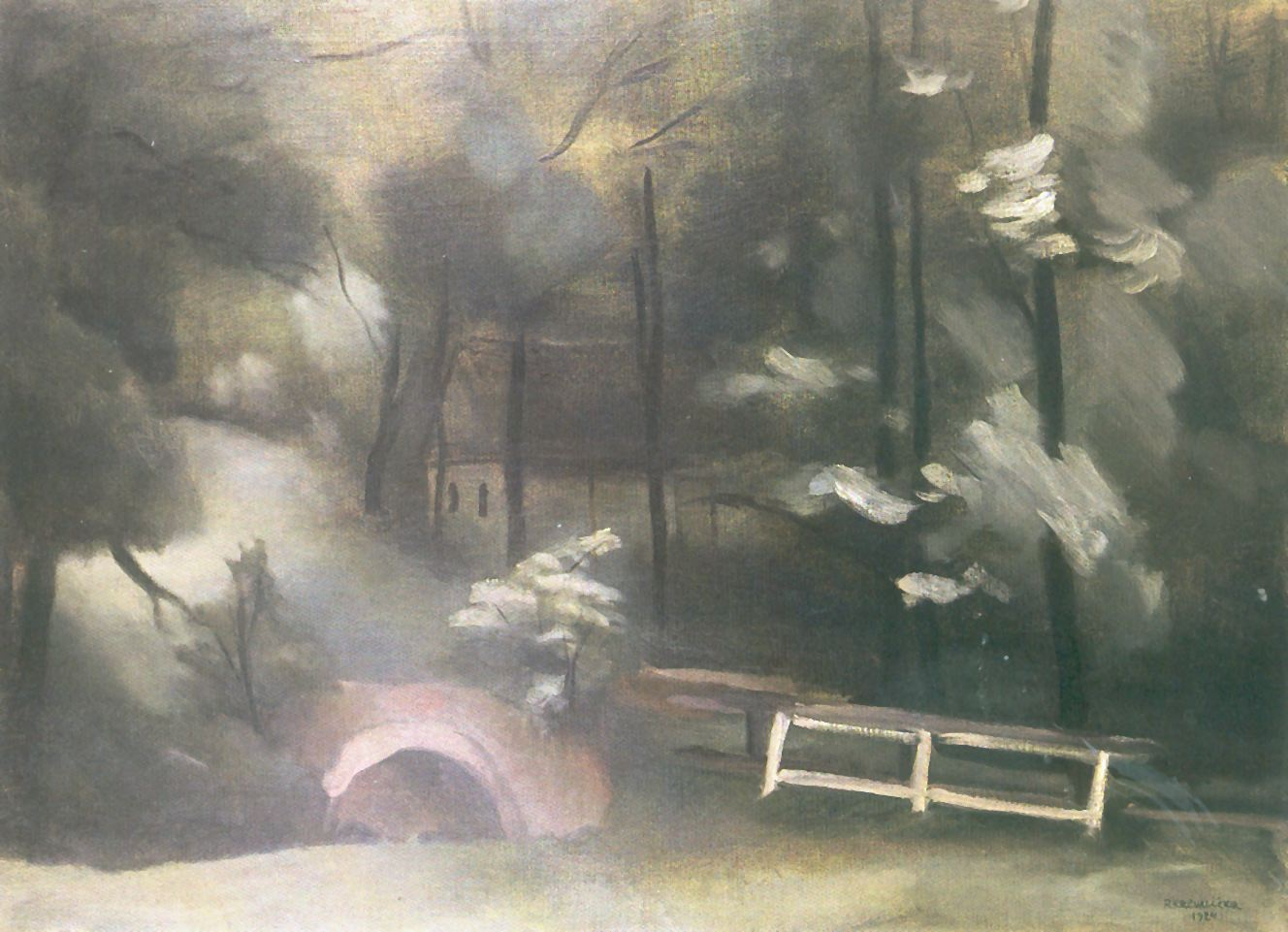
Chalupa v lese (1924)
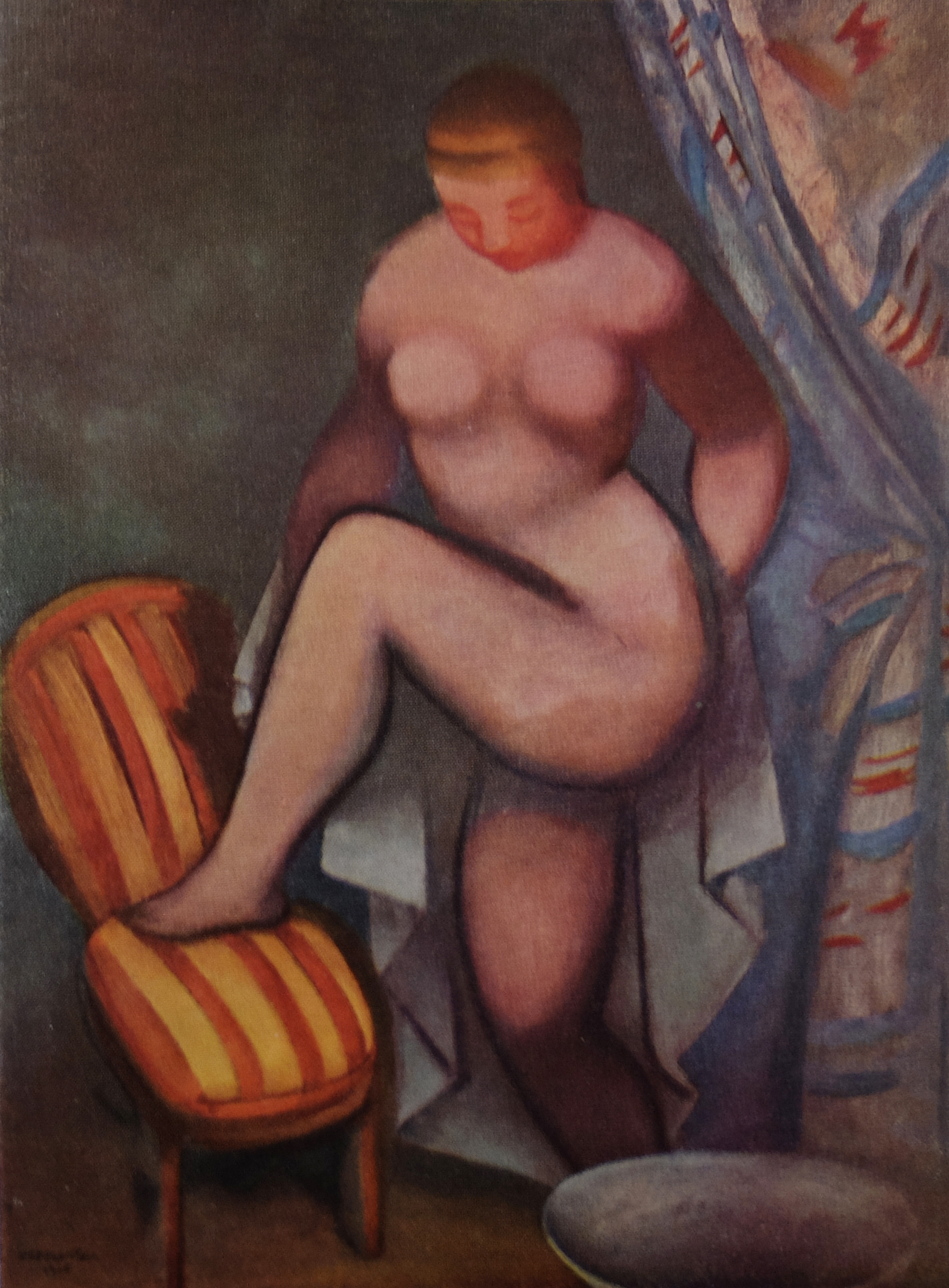
Osoušející se žena (1925)
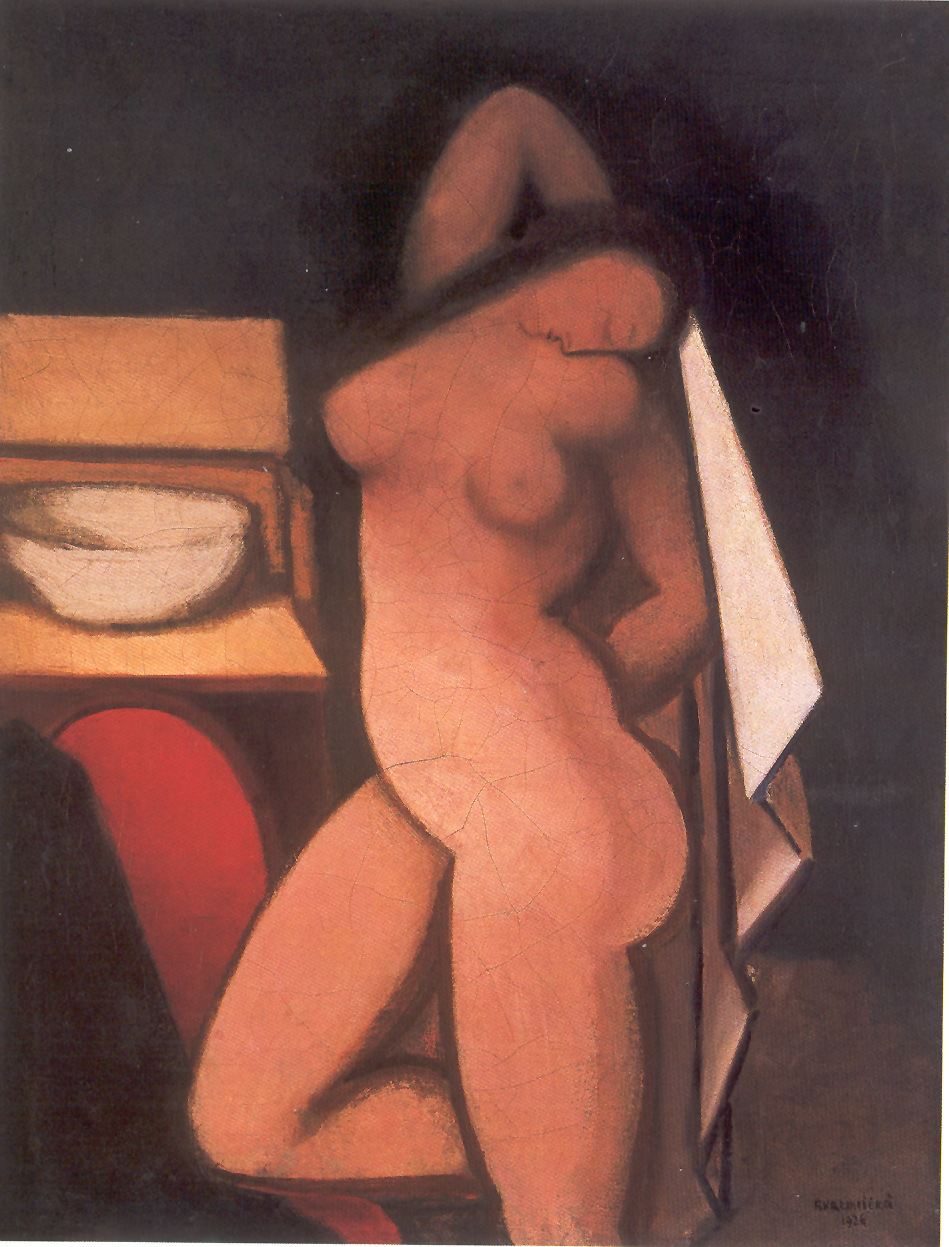
Při toaletě (1926)
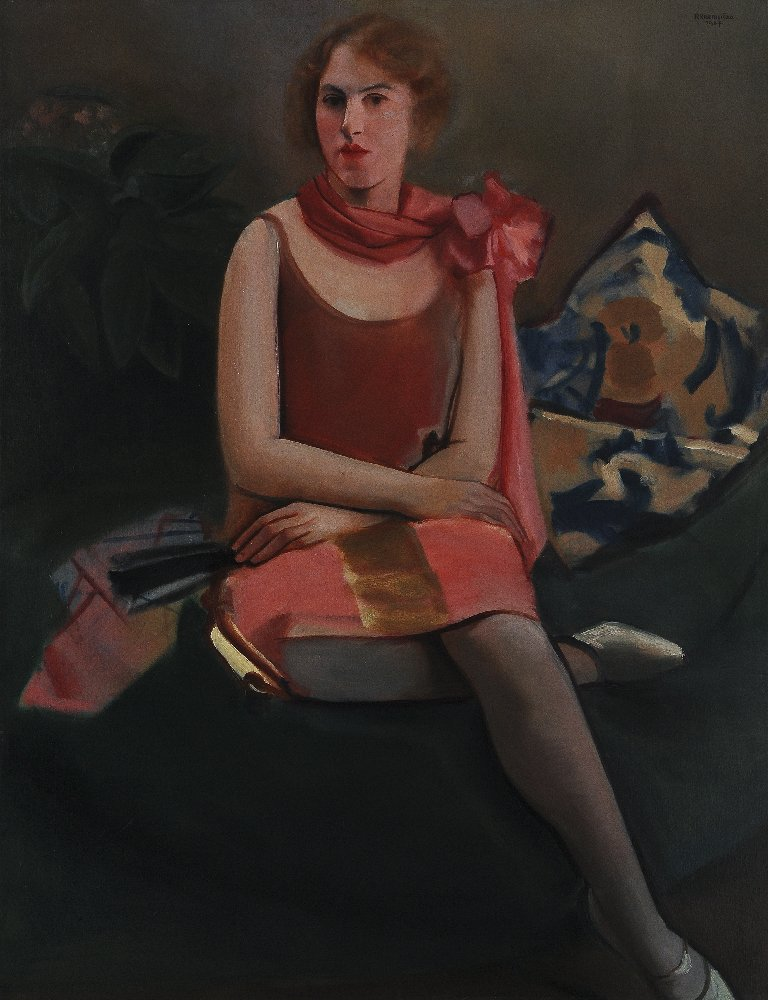
Podobizna sl. Schückové (1927)
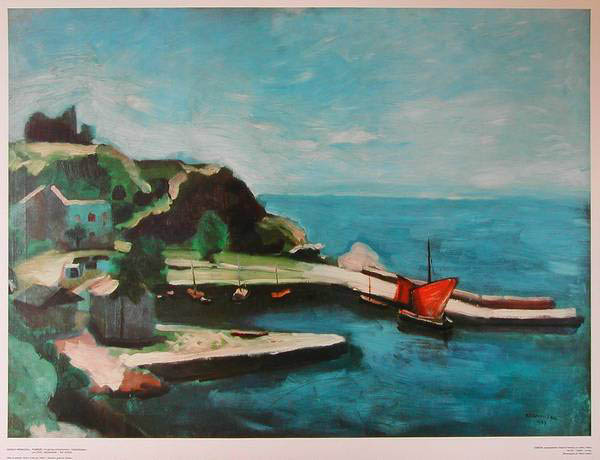
Pobřeží (1927)
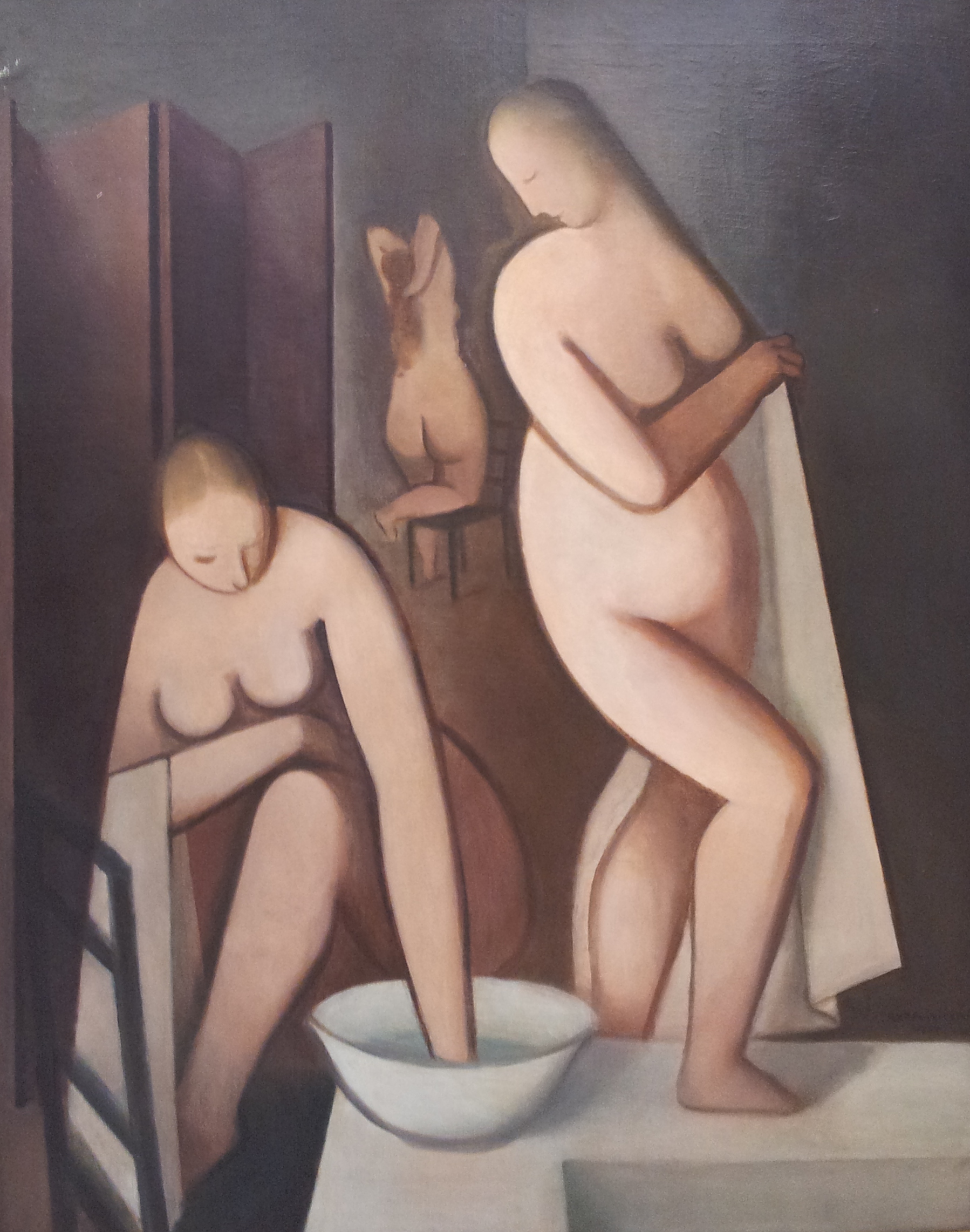
Tři ženy v lázni (1929)
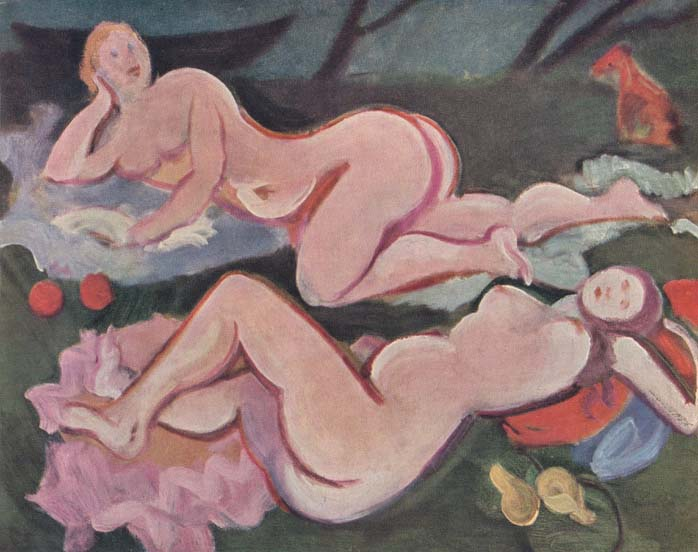
Weekend (1931)